# كيث ووكر
كيث ووكر (بالإنجليزية: Keith Walker)‏ (17 أبريل 1966 إدنبرة المملكة المتحدة - ) هو لاعب كرة قدم بريطاني.

## مسيرته

### مسيرته مع الأندية
- 1984 - 1987 لعب مع نادي ستيرلينغ ألبيون 91 مباراة سجل خلالها 17 هدف.
- 1987 - 1990 لعب مع نادي سانت ميرين 43 مباراة سجل خلالها 6 أهداف.
- 1989 - 1999 لعب مع سوانزي سيتي 270 مباراة سجل خلالها 9 أهداف.

## روابط خارجية
- كيث ووكر على موقع قاعدة بيانات كرة القدم.إي يو (الإنجليزية)
- كيث ووكر على موقع Soccerbase.com (لاعب) (الإنجليزية)